# Gáspár Ladocsi

Wappen von Gáspár Ladocsi

Gáspár Ladocsi (* 26. Juni 1952 in Nagybajcs) ist ein ungarischer Geistlicher und emeritierter Weihbischof in Esztergom-Budapest.

## Leben
Der Erzbischof von Esztergom, László Kardinal Lékai, weihte ihn am 18. Juni 1977 zum Priester und wurde in den Klerus des Erzbistums Esztergom inkardiniert.
Papst Johannes Paul II. ernannte ihn am 18. April 1994 zum Titularbischof von Sebarga und zum Bischof des Ungarischen Militärordinariates. Die Bischofsweihe spendete ihm der Erzbischof von Esztergom-Budapest, László Kardinal Paskai OFM, am 14. Mai desselben Jahres; Mitkonsekratoren waren Angelo Acerbi, Apostolischer Nuntius in Ungarn, und István Seregély, Erzbischof von Eger.
Am 28. November 2001 ernannte ihn Johannes Paul II. zum Titularbischof von Titularbistum Risinium und zum Weihbischof in Esztergom-Budapest. Am 26. November 2010 nahm Papst Benedikt XVI. sein Rücktrittsgesuch an.

## Auszeichnungen
- 2000: Großes Silbernes Ehrenzeichen für Verdienste um die Republik Österreich[1]